# Classe Monmouth
Pour les articles homonymes, voir Monmouth.
Les dix croiseurs cuirassés de classe Monmouth, furent des navires de guerre britanniques lancés au début du XXe siècle. C'était une tentative d'augmenter le nombre de croiseurs mis en ligne par la Royal Navy, en produisant des modèles moins coûteux. Cependant, une dizaine d'années plus tard, les économies réalisées se révélèrent désastreuses à la bataille de Coronel, lors de la Première Guerre mondiale.

## Présentation
La base de ces nouveaux croiseurs de premier rang était issue des précédents de la classe Drake. Les diminutions de coût portèrent en particulier sur l'armement, qu'on unifia sur le calibre de 152 mm.
Les pièces, au nombre de quatorze, furent réparties en deux tourelles doubles pointées électriquement, une sur l'avant et une sur l'arrière, et en deux batteries latérales disposées sur deux ponts de chacune cinq pièces. Cette disposition avait plusieurs désavantages :
- elle limitait la bordée utilisable à neuf canons.
- les quatre pièces latérales inférieures se révélèrent très difficiles à utiliser sauf en cas de mer très calme, car les vagues avaient tendance à submerger ces positions trop basses sur l'eau.
- les commandes électriques des tourelles se révélèrent décevantes à l'usage, si bien que la Royal Navy en revint à l’hydraulique sur les navires suivants.

Autre faiblesse, qui sera déterminante pour le Monmouth, la faible protection, en particulier des tourelles. Un obus de 210 mm du Gneisenau, mettra sa tourelle avant hors de combat dès le début du combat, la tourelle arrière suivra peu de temps après et, vu la mer démontée, seuls trois canons resteront à peu près utilisables, ce qui permettra aux deux croiseurs allemands de concentrer leur feu sur le HMS Good Hope.
Le nombre de chaudières était aussi plus réduit que sur les classes précédentes, ce qui donnait à ces croiseurs une allure caractéristique car ils étaient les seuls croiseurs cuirassés britanniques pourvus de seulement trois cheminées.

## Navires de la classe
| Classe Bristol |                              |                  |                 |                                |       |
| Nom            | Chantier naval               | Mise en chantier | Mise en service | Fin de service                 | Photo |
| HMS Monmouth   | Glasgow                      | août 1899        | décembre 1903   | coulé à la bataille de Coronel |       |
| HMS Bedford    | Fairfield                    | février 1900     | novembre 1903   | naufrage en 1910               |       |
| HMS Donegal    | Fairfield                    | février 1901     | novembre 1903   | vendu pour démolition en 1920  |       |
| HMS Berwick    | Beardmore                    | avril 1901       | décembre 1903   | vendu pour démolition en 1920  |       |
| HMS Kent       | Portsmouth                   | février 1900     | octobre 1903    | vendu pour démolition en 1920  |       |
| HMS Cumberland | Portsmouth                   | février 1901     | décembre 1904   | vendu pour démolition en 1921  |       |
| HMS Cornwall   | Pembroke                     | mars 1901        | décembre 1904   | vendu pour démolition en 1920  |       |
| HMS Essex      | Pembroke                     | janvier 1900     | mars 1904       | vendu pour démolition en 1921  |       |
| HMS Suffolk    | Portsmouth                   | mars 1901        | mai 1904        | vendu pour démolition en 1920  |       |
| HMS Lancaster  | Armstrong-Withworth, Elswick | mars 1901        | avril 1904      | vendu pour démolition en 1920  |       |

## Opérations

### HMSMonmouth
De 1906 à 1913, il servit dans la China Station. En janvier 1914, il fut transféré dans la flotte de réserve. À la mobilisation, il fut affecté au 5e escadron de croiseurs sous les ordres du rear admiral Christopher Cradock dans les Caraïbes et le suivit jusqu'à la bataille de Coronel, où il fut achevé par le croiseur allemand Nürnberg.

### HMSBedford
Affecté avec son jumeau en Asie, il fit côte le 21 août 1910, en mer de Chine[Laquelle ?] et fut détruit.

### HMSDonegal
Au début de la guerre, il est stationné au Sierra Leone avec le 3e escadron. En janvier 1915, il rejoint la Home Fleet, au sein du 6e escadron, il est détaché à Arkhangelsk en Russie. En mai 1916, il intègre le 2e escadron, puis le 9e en septembre. Il est alors détaché en Amérique du Nord et dans l'Atlantique sud et est finalement placé en réserve en juin 1918.

### HMSBerwick
Lui aussi aux Caraïbes, il vit le Karlsruhe lui échapper le 6 août 1914, mais il captura le cargo Spreewald, le 10 septembre. Il passa le reste de la guerre en patrouilles et escortes.

### HMSKent
Il fut réarmé en septembre 1914 et envoyé en Atlantique sud. Il participa à la bataille des Falklands, au cours de laquelle il poursuivit et coula le Nürnberg, pourtant plus rapide que lui en théorie. Il reçut à cette occasion trente obus et eut seize tués. Par la suite, il accompagna le Glasgow et finit par découvrir le seul rescapé allemand, le SMS Dresden à Mas a Fuera, qu'il força au sabordage, une autre version indiquant qu'il le coula malgré ses signaux de reddition. Il revint en métropole en juin 1915. En janvier 1919, il fut envoyé à Vladivostok, pour soutenir les forces américaine et japonaise en lutte contre l'Armée rouge, lors de la guerre civile russe.

### HMSCumberland
Affecté au 5e escadron, il capture, en septembre 1914, dix navires marchands allemands le long des côtes du Cameroun. En janvier 1915, il rejoint la Home Fleet au sein du 6e escadron et est détaché dans l'Atlantique au cours de l'année.

### HMSCornwall
Affecté au 5e escadron, il capture le navire marchand allemand Syra, le 6 août 1914. Il participe ensuite à la bataille des Falklands, au cours de laquelle il coule le SMS Leipzig. En janvier 1915, il aide à la destruction du SMS Königsberg en Afrique orientale, puis part aux Dardanelles. En janvier 1916, il est envoyé dans le Pacifique. Rentré en 1917 en Angleterre, il y subit une refonte avant d'escorter des convois entre le Royaume-Uni et le Canada.

### HMSEssex
Membre du 4e escadron de croiseurs, dans l'Atlantique, il capture un navire marchand allemand le 10 août 1914 puis un autre le 7 septembre. Il fait une dernière prise en mai 1916, puis est converti en navire dépôt pour le soutien des destroyers.

### HMSSuffolk
Navire amiral du 4e escadron de croiseurs, il poursuit le Karlsruhe, le 6 août 1914 et capture un navire marchand le 8. Christopher Cradock transfère sa marque sur le HMS Good Hope plus rapide arrivant d'Angleterre, ce qui lui permet d'échapper au sort du reste de l'unité. Il est transféré en août 1917 en Extrême-Orient, où il prend la tête de l'escadron.

### HMSLancaster
Affecté au 4e escadron dans l'Atlantique, il rejoint le 7e en métropole en 1915, en avril 1916, il part pour le Pacifique.